# László Tolcsvay
László Tolcsvay (v maďarštině Tolcsvay László [tolčvaj lásló], * 24. června 1950 v Budapešti, Maďarsko) je maďarský hudebník, skladatel a zpěvák. Je jednou z hlavních postav maďarské hudby.

## Hudební dráha
V dětství studoval klasickou hudbu. Již ve 13 letech hrál v amatérské beatové skupině Strangers, od 16 let skládá své vlastní písně.
V roce 1968 založil se svým bratrem Bélou a kontrabasistou Gáborem Balázsem skupinu Tolcsvay Trió. S ní se v témže roce zúčastnil televizní soutěže Ki mit tud?, kde zvítězili v kategorii beat-folk. Skupina pak byla aktivní do konce 70. let 20. století.
Tolcsvay byl od roku 1973 členem skupiny Fonográf. Jako hráč na klávesové nástroje, kytaru, banjo, foukací harmoniku, zpěvák a též jako jeden z hlavních skladatelů se podílel na všech jejích albech.
Vystupuje také jako sólový umělec a vydává svoje vlastní hudební alba. Písně píše i pro další maďarské interprety. Významnou součástí jeho tvorby je také skládání divadelní hudby.

## Diskografie

### Tolcsvay Trió
- Ez mind eladó (1972)
- Csak egy kékszínű virág (1994)

### Sólová
- Várd ki az időt (1983) - album nahrané se skupinou Fonográf
- Kapcsolj át! (1993)
- Fehér zaj (1997)
- T-Monográf: Tamagocsi (1999)
- 12 Nő (2002) - autorské album

### S Bélou Tolcsvayem
- Tolcsvay testvérek (1990)
- Tolcsvay & Tolcsvay Óriáskoncert (1994)

### Divadelní hudba
- Lúdas Matyi (1984) - s Jánosem Bródym a Mihályem Fazekasem
- Magyar Mise (1987) - s Bélou Tolcsvayem
- Doctor Herz (1988) - s Jánosem Bródym a Péterem Müllerem
- Mária Evangéliuma (1991) - s Péterem Müllerem
- Bábel (1994)
- Isten pénze (1995)